# Агуадо Фарфан, Энок
Энок Агуадо Фарфан (исп. Enoc Aguado Farfan; 28 августа 1883, Леон, Никарагуа — ?) — никарагуанский военный и государственный деятель, вице-президент Никарагуа (1929—1933).

## Биография
Окончил Национальный университет Запада, затем перевелся в университет Леона, где окончил юридический факультет. Являлся членом Либеральной делегации на Денверских конференциях в 1926 г.
В 1929—1933 гг. — вице-президент Никарагуа, представлял Консервативную партию. Этот период был связан с последствиями интервенции США (1926—1928) и повстанческой деятельностью генерала Аугусто Сандино в рамках Национально-освободительной войны в Никарагуа.
Впоследствии занимал пост председателя Верховного суда.
На выборах 1946 г. баллотировался на пост президента. Одержал победу, получив 287 456 голосов, его оппонент Леонардо Аргуэльо — 9 842 голоса, однако генерал Сомоса подтасовал результаты и Аргуэльо был признан президентом. В результате в возрасте 74 лет он стал участником заговора против Самосы. После ареста подвергался жестокому обращению, находясь в чудовищных условиях. В тюрьме потерял зрение и был освобожден.